# Нодзірі (озеро)
36°49′35″ пн. ш. 138°13′19″ сх. д. / 36.826388888889° пн. ш. 138.22194444444° сх. д.
Нодзірі або Нодзірі-Ко (яп. 野尻湖, трансліт. のじりこ) — вулканічне озеро в центральній частині японського острова Хонсю. 
Розташоване у префектурі Нагано 

.
Серед озер у префектурі Наґано, Ноджірі є другим після озера Сува курортом, місцем розташування першої в Японії гідроакумулюючої гідроелектростанції та місцем японських палеолітичних розкопок.
Об'єм води становить 9,6 млн. м³. Площа поверхні – 4,56 км², площа сточища — 185,3 км². 
На території сточища озера проживає 2,5 тис. осіб 
. 
Висота над рівнем моря - 657 м 
.
Нодзірі є евтрофним озером, з 1988 року спостерігається цвітіння води 
. 
Вода використовується для водопостачання навколишніх населених пунктів та іригації, також в озері ловлять рибу 
.
Через протоку Ікедзірі-Кава озеро дренується річкою Секі, що впадає в Японське море

.
Озеро розташоване на території селища Сінано
.

## Географія
Озеро розташоване на плато висотою 654 м над рівнем моря та знаходиться між горою Мадарао на сході та горою Курохіме на заході. 
З площею 4,56 км² це друге за величиною природне озеро в префектурі Нагано після озера Сува. 
Його глибина становить 39,1 м, а його об'єм перевищує об'єм озера Сува. 
Вода з озера витікає через річку Ікедзірі, зливається з річкою Секі та впадає в Японське море. 
Існують різні теорії щодо створення озера — воно могло бути перегороджене виверженням вулкана Мадарао або що воно було перекрито грязьовим потоком річки Ікеджірі, викликаним виверженням вулкана Курохіме. 

## Палеолітична стоянка Татегахана
У 1946 році був випадково виявлений бивень Palaeoloxodon naumanni . 
У 1962 році почалися розкопки на березі та на дні озера. 
Місцем розкопок був мис Татегахана на західному березі. 
Знахідки включали знаряддя з каменю та кістки, скам’янілості Palaeoloxodon naumanni та оленя. 
Аналіз діатомових водоростей, пилку, палеомагнетизму та вулканічного попелу датує це місце з його скам’янілостями людей і мегафауни палеолітом, приблизно 40 000 Кілороків тому. 
Kondo et al.  зазначили, що Татегахана є «місцем забою». 